# Yara Cecim
Yara de Araújo e Sousa Cecim nasceu em Caxambu (Santarém, 13 de maio de 1916 - Belém, 26 de outubro de  2009) foi uma escritora brasileira. É filha do advogado Manoel Pedro de Araújo e Sousa e da professora de música e pianista Honorina Bastos de Araújo e Sousa. É mãe do também escritor paranese Vicente Franz Cecim. As histórias por ela registradas são fruto de suas experiências na Amazônia. Em 1989, já morando em Belém, a autora declarou, ao Jornal Diário do Pará, que: "A vivência nas cidades grandes sufoca a lembrança da gente, mas como eu sou de Santarém e sinto muita saudade ainda, resolvi escrever coisas bonitas e borriplantes, fantásticas mesmo. " Suas experiências de vida se passaram em várias localidades remotas da Amazônia: Alter do Chão, Sumaúma, Fordlândia, Aramaí, Jucuruí, Tapari, Paranapixuna, Caxambu. 

## Biografia
Nascida na primeira metade do século XX, viveu sua infância e juventude às margens do rio Tapajós, em uma região de propeidade do seu pai, a qual foi nomeada, pela família, de Caxambu. Yara nasceu no interior do Pará depois que seus pais, Manoel Pedro de Araújo e Sousa e Honorina Bastos de Araújo e Souza, ele advogado em Belém, ela, escritora e professora de Música, decidiram, no início do século XX, fixar residência em Santarém, em uma das praias mais lindas da região, local ainda nao habitado à época, ao qual deram o nome de Caxambu por suas águas azuis, com poderes medicinais. A menina já ansceu sob o signo dos sortilégios, pois na noite em que seu deu parto, a mãe a ofereceu às iaras, sereias de água doce dos rios amazônicos, que cantavam sob a casa, parcialmente erguida sobre o rio Tapajós. Delas recebeu seu nome de batismo: Yara Bella.  
Sua vivência do rico imaginário amazônico está reunida em seu principal livro, Lendário - Contos Fantásticos da Amazônia. Além ficcionista é poeta e artista plástica. Seus livros Taú-Taú e Outros Contos Fantásticos da Amazônia e Histórias Daqui e Dali receberam os prêmios Samuel McDowell e Terêncio Porto, da Academia Paraense de Letras. Pode-se dizer que Yara escreveu sobre o imaginário e sua poética relação com o Amazônia e seus povos. Ao reconhcer essas histórias, ela obsversa e recria hábitos, costumes, tradições e sociabilidades de diversos sujeitos amazônicos, notadamente, os caboclos.  

## Obras

### Prosa
- Taú-Taú e Outros Contos Fantásticos da Amazônia (Cejup, Belém, 1989)
- Histórias Daqui e Dali (Cejup, 1994).
- Lendário - Contos Fantásticos da Amazônia (Cejup, 2004).

### Poesia
- Arabescos (Cejup, 1990)
- Folhas de Outono (Alcance, Porto Alegre, 1997).